# Praid
Praid (veraltet Paraid; deutsch Salzberg, ungarisch Parajd) ist eine Gemeinde im Kreis Harghita, in der Region Siebenbürgen in Rumänien.

## Geographische Lage

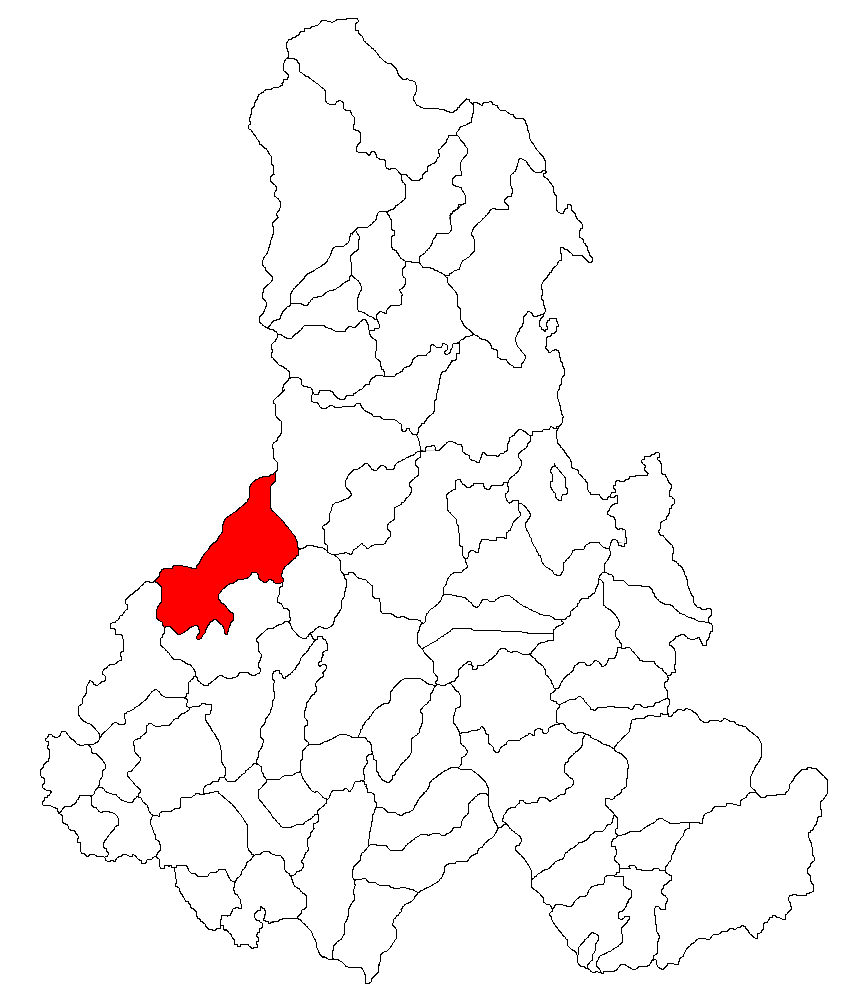
Lage der Gemeinde Praid im Kreis Harghita

Die Gemeinde Praid liegt im Osten Nordsiebenbürgens, in den Südausläufern des Gurghiu-Gebirges, ein Teilgebirge der Ostkarpaten. In der historischen Region Szeklerland im Westen des Kreises Harghita an der Mündung des gleichnamigen Baches in den Oberlauf der Târnava Mică (Kleine Kokel) und am Drum național 13A, liegt der Ort Praid sieben Kilometer südöstlich des Kurorts Sovata im Kreis Mureș und etwa 70 Kilometer nordwestlich von der Kreishauptstadt Miercurea Ciuc (Szeklerburg) entfernt. Praid ist Endstation der Bahnstrecke Blaj–Târnăveni–Praid.

## Geschichte
Der mehrheitlich von Szeklern bewohnte Ort Praid, wurde nach unterschiedlichen Angaben 1564 oder 1567 erstmals urkundlich erwähnt.
Auf eine frühere Besiedlung des Gemeindeareals zeugt ein Wachturm aus der Römerzeit auf dem Areal des eingemeindeten Dorfes Ocna de Sus (ungarisch Felsősófalva) auf der Anhöhe Codaroș (ungarisch Kodáros teteje), bei Vizuina vulpii (Rókalik; deutsch Fuchsbau) und diente vermutlich zur Überwachung der Salzbergwerke in der Umgebung. Auf dem Gebiet von Praid wird eine mittelalterliche Burg zwischen den Bächen Oaia Mică (ungarisch Kisjuhod) und Ulmiște (Szilas) vermerkt. Des Weiteren wurden auch unterschiedliche archäologische Funde der Bronzezeit zugeordnet.
Zur Zeit des Königreichs Ungarn gehörte Praid dem Stuhlbezirk Udvarhely in der Gespanschaft Udvarhely (rumänisch Comitatul Odorhei), anschließend dem historischen Kreis Odorhei und ab 1950 dem heutigen Kreis Harghita an.
Praid ist auch bekannt wegen seiner Badeanlagen mit Thermalwasser und des kleinen Dorfmuseums.
In Praid sind nur 75 % der Haushalte an des Trink- und an das Abwassernetz angeschlossen, restliche haben, wie auch in den eingemeindeten Dörfern Ocna de Jos und Ocna de Sus, Trinkbrunnen und Klärgruben. Da von der Gemeindebevölkerung Erdgas zum Heizen nicht gewünscht ist, wird Holz als Brennstoff verwendet. An das Stromnetz sind 80 % der Gemeindehaushalte angeschlossen (Stand 2015).

## Bevölkerung
Die Bevölkerung der Gemeinde Praid entwickelte sich wie folgt:
| Volkszählung | Volkszählung | Ethnische Zusammensetzung | Ethnische Zusammensetzung | Ethnische Zusammensetzung | Ethnische Zusammensetzung |
| Jahr         | Bevölkerung  | Rumänen                   | Ungarn                    | Deutsche                  | andere                    |
| ------------ | ------------ | ------------------------- | ------------------------- | ------------------------- | ------------------------- |
| 1850         | 3.884        | 45                        | 3.693                     | -                         | 146                       |
| 1930         | 6.961        | 114                       | 6.504                     | 6                         | 337                       |
| 1966         | 6.757        | 119                       | 6.456                     | 12                        | 170                       |
| 1992         | 7.064        | 70                        | 6.623                     | -                         | 371                       |
| 2002         | 6.846        | 56                        | 6.635                     | 1                         | 154                       |
| 2011         | 6.502        | 55                        | 5.961                     | -                         | 486                       |
| 2021         | 6.542        | 43                        | 5.750                     | -                         | 749 (316 Roma)            |

Seit 1850 wurde auf dem Gebiet der Gemeinde Praid die höchste Einwohnerzahl (7.086) und die der Magyaren (7.028) 1941 ermittelt. Die höchste Anzahl der Roma (370) wurde 1992, die der Rumänen 1966 und die der deutschsprechenden Bevölkerung (49) 1880 registriert.

## Sehenswürdigkeiten
- In Praid die reformierte Kirche[9] 1780 und deren Holztor 1944 errichtet, stehen unter Denkmalschutz.[10]
- Das ehemalige Salzamt Praids – eines der berühmtesten in der Region – im 19. Jahrhundert errichtet, in welchem nach Angaben des Verzeichnisses historischer Denkmäler des Ministeriums für Kultur und nationales Erbe (Ministerul Culturii și Patrimoniului Național) sich heute eine Poliklinik befindet, stehen unter Denkmalschutz.[10]
- Im eingemeindeten Dorf Ocna de Sus die reformierte Kirchen[11] im 14. Jahrhundert errichtet und im 19. Jahrhundert erneuert, steht unter Denkmalschutz. Deren Kirchenmauer wurde 1780 errichtet.[10]
- Im eingemeindeten Dorf Ocna de Sus das Holzhaus und der emaillierte Backofen der Familie Fábián Vince (Haus Nr. 144) im 19. Jahrhundert errichtet, stehen unter Denkmalschutz.[10]
- Das ehemalige Salzbergwerk in Praid[12] ist seit 1960 ein Kurort für Atemwegserkrankungen.[13]
- In dem 1991 eröffneten Lajos Áprily-Dorfmuseum in Praid, wird die Kindheit des ungarischen Schriftstellers geschildert.[14]
- Das (nach unterschiedlichen Angaben) 52[15] oder 66 Hektar große Areal genannt Muntele de sare Praid („Salzgebirge“) mit dem 576 m[7] hohen Berg, ist ein Naturschutzgebiet der IUCN-Kategorie III.

## Persönlichkeiten
- Vilmos Nagy (1884–1976), ungarischer Militäroffizier und Verteidigungsminister.[16][17]
- Lajos Áprily (1887–1967), siebenbürgisch-sächsischer Abstammung (geb. Jekel), verbrachte hier seine Kindheit, war ungarischer Dichter und Übersetzer.[4]
- Ferenc Sükösd (1933–1972), in Ocna de Jos geboren, war Maler.[18]
- Lajos Keresztes (1900–1978), war ein ungarischer Ringer.

## Städtepartnerschaft
Die Gemeinde Praid pflegt Partnerschaften mit den ungarischen Orten:
- Praid mit Bodony, Somogyjád, Környe, Emőd, Mezőkovácsháza und Harsány, die Schule von Praid mit Visegrád
- Ocna de Jos (Alsósófalva) mit Nádasd im Kreis Körmend
- Ocna de Sus (Felsősófalva) mit Szegvár im Kreis Szentes